# Principios de Yogyakarta
Los Principios de Yogyakarta: Principios sobre la aplicación de la legislación internacional de derechos humanos con relación a la orientación sexual y la identidad de género o, simplemente, Principios de Yogyakarta, es un documento que recoge una propuesta de 17 juristas internacionales que pretende consagrar una serie de principios relativos a la orientación sexual e identidad de género, con la finalidad de que se los tome como estándares básicos para orientar la interpretación y aplicación de las normas del Derecho internacional de los derechos humanos, a las personas lesbianas, gays, bisexuales y transexuales (LGBT).
Presentado al Consejo de Derechos Humanos de las Naciones Unidas el 26 de marzo de 2007, el documento ha sido rechazado reiteradamente por el organismo, como también por la Asamblea General y otros organismos de la ONU. Por ende, no constituye una norma jurídica: los Principios no son vinculantes, aunque han influido en el derecho interno de algunos Estados, principalmente en Brasil por haber sido citados como fundamentación por la Suprema Corte Federal para reconocerle entidad familiar a una unión entre personas del mismo sexo y en India, donde la Corte Suprema los citó para declarar que la homosexualidad no constituía delito en el caso Navtej Singh Johar c. Unión de India, de 2018.

## Historia

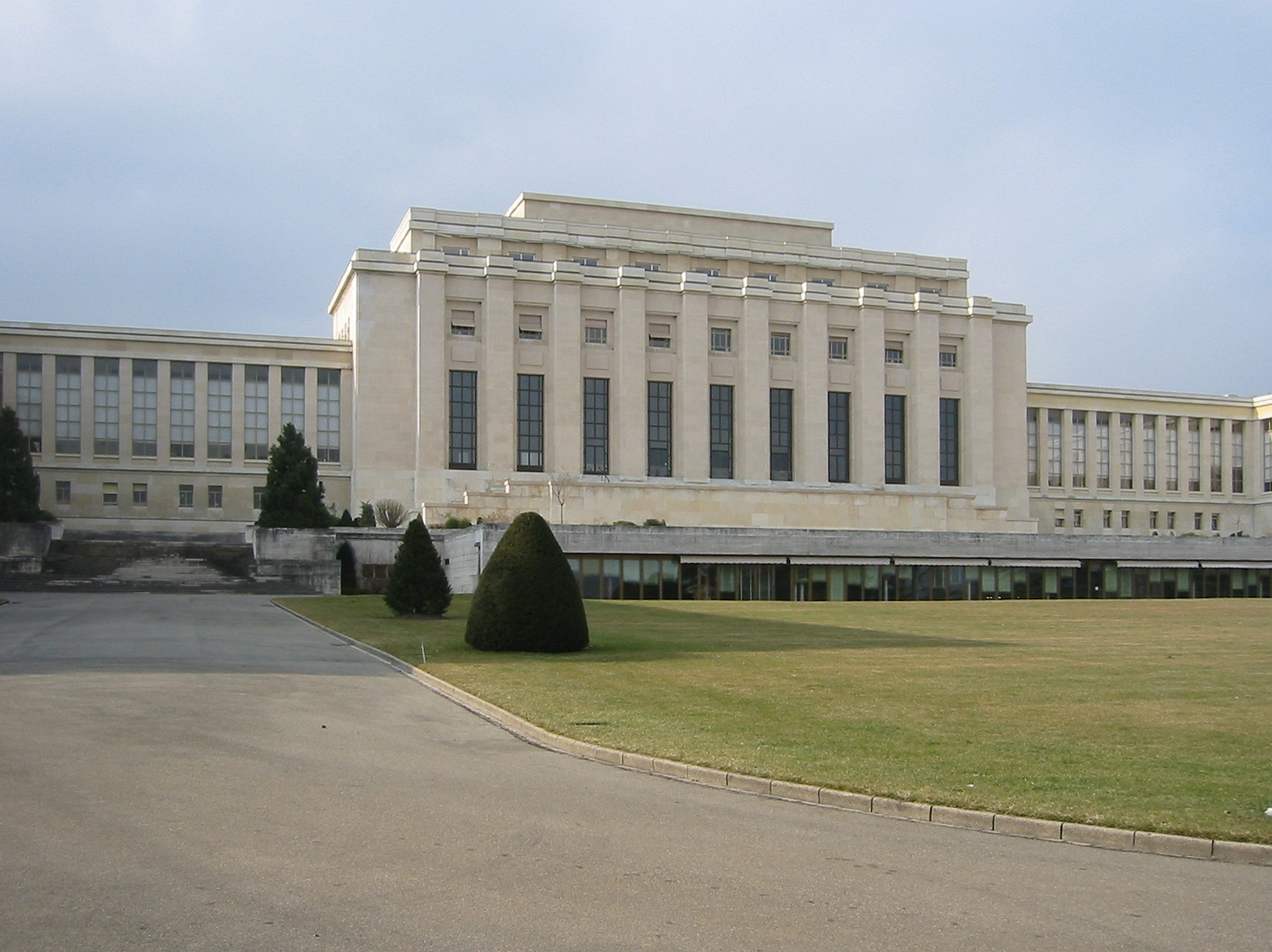
Los Principios de Yogyakarta fueron presentados en la sede de la ONU en Ginebra.

El documento fue elaborado a petición de Louise Arbour, ex Alto Comisionado de las Naciones Unidas para los Derechos Humanos (2004-2008), por 16 expertos en derecho internacional de los derechos humanos de diversos países, incluyendo miembros de la Comisión Internacional de Juristas, del Servicio Internacional para los Derechos Humanos, académicos y activistas, reunidos en la ciudad de Yogyakarta, Indonesia, en la Universidad de Gadjah Mada, entre el 6 y 9 de noviembre de 2006.
El documento final contiene 29 principios, aprobados por unanimidad por los mencionados expertos, e incluye recomendaciones a los gobiernos, las instituciones intergubernamentales regionales, la sociedad civil y a la propia organización de las Naciones Unidas.
Entre los firmantes de los principios de Yogyakarta se encuentran Mary Robinson, Manfred Nowak, Martin Scheinin, Mauro Cabral, Sonia Correa, Elizabeth Evatt, Philip Alston, Edwin Cameron, Asma Jahangir, Paul Hunt, Sanji Mmasenono Monageng, Sunil Babu Pant, Stephen Whittle y Wan Yanhai.
Los Principios de Yogyakarta fueron presentados, como una carta global para los derechos LGBT, el 26 de marzo de 2007 ante el Consejo de Derechos Humanos de las Naciones Unidas en Ginebra. Estos principios no han sido adoptadas por los Estados en un tratado, y por tanto no constituyen, por sí mismos, un instrumento vinculante del Derecho internacional de los derechos humanos. Sin embargo, sus redactores pretenden que los Principios de Yogyakarta sean adoptados como una norma universal, esto es, un estándar jurídico internacional de obligatorio cumplimiento para los Estados, ante lo cual algunos países han expresado sus reservas.

## Objeto y origen
Los mecanismos de derechos humanos de la ONU han defendido el goce universal de los derechos humanos y la total inclusión en ellos de todas las personas, independientemente de su orientación sexual, identidad de género u otra característica. Los Principios de Yogyakarta se basan en el desarrollo positivo del derecho internacional y proporcionan claridad en cuanto a las acciones que es necesario tomar con respecto a las orientaciones sexuales e identidades de género
Vitit Muntarbhorn, co-presidente del grupo de expertos y Relator Especial de la ONU

El origen más inmediato del documento está en el llamamiento que hicieron 54 Estados en dicho Consejo en el año 2006, para que se respondiera ante las graves violaciones de derechos humanos de lesbianas, gays, bisexuales y personas transexuales o transgénero, e intersexuales que se dan habitualmente en numerosos países.

## Contenido
El texto se compone de 29 principios precedidos de un preámbulo y seguidos por unas recomendaciones adicionales. El documento parte de los derechos recogidos en la Declaración Universal de los Derechos Humanos, Declaración y Programa de Acción de Viena y en otros tratados de derechos humanos, pero que en numerosos países son negados a personas con motivo de su orientación sexual o su identidad de género.

### Los principios
Resumen de los principios de Yogyakarta:
- Preámbulo: Se reconocen las violaciones de derechos humanos, marginación, estigmatización y prejuicios, basadas en la orientación sexual y la identidad de género; se establece un marco de trabajo legal y se definen los términos clave.

- Principio 1: El derecho al disfrute universal de los Derechos Humanos: Los seres humanos de todas las orientaciones sexuales e identidades de género tienen derecho al pleno disfrute de todos los derechos humanos.

- Principio 2: Los derechos a la igualdad y a la no discriminación: Todas las personas tienen derecho al disfrute de todos los derechos humanos, sin discriminación por motivos de orientación sexual o identidad de género. La ley prohibirá toda discriminación y garantizará a todas las personas protección igual y efectiva contra cualquier discriminación.

- Principio 3: El derecho al reconocimiento de la Personalidad jurídica: La orientación sexual o identidad de género que cada persona defina para sí, es esencial para su personalidad y constituye uno de los aspectos fundamentales de la autodeterminación, la dignidad y la libertad. Ninguna persona será obligada a someterse a procedimientos médicos, incluyendo esterilización, cirugía de reasignación de sexo y terapia hormonal como requisito para el reconocimiento legal de su identidad de género. Ninguna persona será sometida a presiones para ocultar, suprimir o negar su orientación sexual o identidad de género.

- Principio 4: El derecho a la vida: A nadie se le impondrá la pena de muerte por actividades sexuales realizadas de mutuo acuerdo.

- Principio 5: El derecho a la seguridad personal: Toda persona, con independencia de su orientación sexual o identidad de género, tiene derecho a la protección del Estado frente a todo acto de violencia o agresión contra su integridad personal.

- Principio 6: El derecho a la privacidad: Todas las personas, con independencia de su orientación sexual o identidad de género, tienen el derecho la privacidad, sin injerencias arbitrarias o ilegales en su vida privada. Incluyendo el derecho a optar por revelar o no la propia orientación sexual o identidad de género, así como también las decisiones relativas al propio cuerpo y a las relaciones sexuales o de otra índole consensuadas con otras personas.

- Principio 7: El derecho de toda persona a no ser detenida arbitrariamente: Es arbitrario el arresto o la detención por motivos de orientación sexual o identidad de género.

- Principio 8: El derecho a un juicio justo: Toda persona tiene derecho, en condiciones de plena igualdad y con las debidas garantías, a ser oída públicamente y con justicia por un tribunal competente, independiente e imparcial sin discriminación por motivos de orientación sexual o identidad de género.

- Principio 9: El derecho de toda persona privada de su libertad a ser tratada humanamente: Toda persona privada de su libertad será tratada humanamente y con dignidad con independencia de su orientación sexual o identidad de género, conceptos que son fundamentales para la dignidad de toda persona.

- Principio 10: El derecho de toda persona a no ser sometida a torturas, ni a penas o tratos crueles, inhumanos y degradantes: Todas las personas tienen el derecho a no ser sometidas a torturas ni a penas o tratos crueles, inhumanos o degradantes, incluso por razones relacionadas con la orientación sexual o la identidad de género.

- Principio 11: El derecho a la protección contra todas las formas de explotación, venta y trata de personas: Toda persona tiene derecho a la protección contra la trata de personas, venta y cualquier forma de explotación, incluyendo la explotación sexual, basadas en una orientación sexual o identidad de género.

- Principio 12: El derecho al trabajo: Toda persona tiene derecho al trabajo digno realizado en condiciones equitativas y a la protección contra el desempleo, sin discriminación por motivos de orientación sexual o identidad de género.

- Principio 13: El derecho a la seguridad y a otras medidas de protección social: Todas las personas tienen derecho a la seguridad social y a otras medidas de protección social, sin discriminación por motivos de orientación sexual o identidad de género.

- Principio 14: El derecho a un nivel de vida adecuado: Toda persona tiene derecho a un nivel de vida adecuado, incluyendo una alimentación adecuada, agua potable, servicios sanitarios y vestimenta adecuadas, así como a la mejora continua de sus condiciones de vida, sin discriminación por motivos de orientación sexual o identidad de género.

- Principio 15: El derecho a una vivienda adecuada: Toda persona tiene derecho a una vivienda adecuada, lo que incluye la protección contra el desalojo y carencia de hogar, independientemente de su orientación sexual o identidad de género.

- Principio 16: El derecho a la educación: Toda persona tiene derecho a la educación, sin discriminación alguna basada en su orientación sexual e identidad de género, y con el debido respeto hacia estas.

- Principio 17: El derecho al disfrute del más alto nivel posible de salud: Todas las personas tienen el derecho al disfrute del más alto nivel posible de salud física y mental, sin discriminación por motivos de orientación sexual o identidad de género, con derecho de consentimiento informado. La salud sexual y reproductiva es un aspecto fundamental de este derecho.

- Principio 18: Protección contra abusos médicos: Ninguna persona será obligada a someterse a ninguna forma de tratamiento, procedimiento o exámenes médicos o psicológicos, ni a permanecer confinada en un centro médico, con motivo de su orientación sexual o identidad de género. Con independencia de cualquier clasificación que afirme lo contrario, la orientación sexual y la identidad de género de una persona no son, en sí mismas, condiciones médicas y no deberán ser tratadas, curadas o suprimidas.

- Principio 19: El derecho a la libertad de opinión y de expresión: Incluyendo la expresión de la identidad o la personalidad mediante el lenguaje, la apariencia y el comportamiento, la vestimenta, las características corporales, la elección de nombre o cualquier otro medio, como también la libertad de buscar, recibir e impartir información e ideas de todos los tipos, incluso la concerniente a los derechos humanos, la orientación sexual y la identidad de género, a través de cualquier medio y sin consideración a las fronteras.

- Principio 20: El derecho a la libertad de reunión y de asociación pacíficas: Incluyendo las manifestaciones pacíficas relacionadas con la orientación sexual o la identidad de género. Las personas pueden formar y hacer reconocer, sin discriminación, asociaciones basadas en la orientación sexual o la identidad de género, así como asociaciones que distribuyan información a, o sobre personas de, las diversas orientaciones sexuales e identidades de género, faciliten la comunicación entre estas personas y aboguen por sus derechos.

- Principio 21: El derecho a la libertad de pensamiento, de conciencia y de religión: Estos derechos no pueden ser invocados por el Estado para justificar leyes, políticas o prácticas que nieguen el derecho a igual protección de la ley o que discriminen por motivos de orientación sexual o identidad de género.

- Principio 22: El derecho a la libertad de movimiento: La orientación sexual y la identidad de género nunca podrán ser invocadas para limitar o impedir el ingreso de una persona a un Estado, su salida de este o su retorno al mismo, incluyendo el Estado del cual la persona es ciudadana.

- Principio 23: El derecho a procurar asilo: En caso de persecución relacionada con la orientación sexual o la identidad de género, toda persona tiene derecho a procurar asilo, y a obtenerlo en cualquier país. Un Estado no podrá expulsar a una persona a otro Estado del que haya sospechas fundadas de que esa persona podría sufrir cualquier forma de penas o tratos crueles o degradantes a causa de su orientación sexual o identidad de género.

- Principio 24: El derecho a formar una familia: con independencia de su orientación sexual o identidad de género, incluso a través del acceso a adopción o a reproducción asistida. Existen diversas configuraciones de familias. Ninguna familia puede ser sometida a discriminación basada en la orientación sexual o identidad de género de cualquiera de sus integrantes.

- Principio 25: El derecho a participar en la vida pública: incluyendo el derecho a postularse a cargos públicos, a participar en la formulación de políticas que afecten su bienestar, así como a tener acceso a todos los niveles de las funciones y empleos públicos, incluyendo el servicio en la policía y las fuerzas armadas, sin discriminación por motivos de orientación sexual o identidad de género.

- Principio 26: El derecho a participar en la vida cultural: pudiendo expresar a través de este derecho la diversidad de orientaciones sexuales e identidades de género.

- Principio 27: El derecho a promover los Derechos Humanos: incluyendo las actividades de los defensores de los derechos humanos encaminadas a promover y proteger los derechos de las personas de diversas orientaciones sexuales e identidades de género.

- Principio 28: El derecho a recursos y resarcimientos efectivos: brindando reparaciones a personas cuyos derechos hayan sido violados por motivo de su orientación sexual o identidad de género.

- Principio 29: Responsabilidad penal: Toda persona cuyos derechos humanos sean violados, incluyendo los derechos a los que se hace referencia en estos Principios, tiene derecho a que a las personas responsables de dicha violación, se les responsabilice penalmente por sus actos de manera proporcional a la gravedad de la violación. No deberá haber impunidad para autores de violaciones a los derechos humanos relacionadas con la orientación sexual o la identidad de género.

## Su rechazo por Naciones Unidas
Los Principios nunca han sido aceptados por las Naciones Unidas, y el intento de convertir la identidad de género y la orientación sexual en nuevas categorías de no discriminación ha sido rechazado reiteradamente por la Asamblea General, el Consejo de Derechos Humanos de la ONU y otros organismos de la ONU. En julio de 2010, Vernor Muñoz, Relator Especial de las Naciones Unidas sobre el Derecho a la Educación, presentó a la Asamblea General de las Naciones Unidas un informe provisional sobre el derecho humano a la educación sexual integral, en el que citó los Principios de Yogyakarta como norma de derechos humanos. En el debate que siguió, la mayoría de los miembros de la Tercera Comisión de la Asamblea General recomendaron no adoptar esos principios. El Representante de Malawi, hablando en nombre de todos los Estados africanos, argumentó que el informe:
reflejaba un intento de introducir conceptos controvertidos y un desprecio por el Código de Conducta para los Titulares de Mandatos de los Procedimientos Especiales, tal como se describe en la resolución 8/4 del Consejo de Derechos Humanos. Expresó su alarma por la reinterpretación de los instrumentos, principios y conceptos de derechos humanos existentes. El informe también citó selectivamente observaciones generales y recomendaciones específicas para cada país formuladas por los órganos creados en virtud de tratados y propagó principios controvertidos y no reconocidos, incluidos los llamados Principios de Yogyakarta, para justificar su opinión personal.
Trinidad y Tobago, en nombre de los Estados del Caribe miembros de CARICOM, argumentó que el relator especial había optado por ignorar su mandato, establecido en la resolución 8/4 del Consejo de Derechos Humanos, y centrarse en cambio en el llamado 'derecho humano a la educación integral'. Dicho derecho no existía en ningún instrumento o ley de derechos humanos internacionalmente acordado, y sus intentos de crear uno excedían con creces su mandato y el del Consejo de Derechos Humanos." El representante de Mauritania, hablando en nombre de la Liga Árabe, afirmó que los Estados árabes estaban "consternados" y acusó al relator de intentar promover "doctrinas controvertidas que no gozan de reconocimiento universal" y de "redefinir conceptos establecidos de educación en materia de salud sexual y reproductiva, o de derechos humanos en general". La Federación Rusia expresó "su decepción y desacuerdo fundamental con el informe", según el relator.:
Para justificar sus conclusiones, citó numerosos documentos que no fueron acordados a nivel intergubernamental y que, por lo tanto, no podían considerarse expresiones autorizadas de la opinión de la comunidad internacional. En particular, se refirió a los Principios de Yogyakarta y a las Orientaciones Técnicas Internacionales sobre Educación Sexual. La aplicación de diversas disposiciones y recomendaciones de estas últimas daría lugar a procesos penales por delitos como la corrupción juvenil.